# Amy Adler
Amy Adler (* 1966 in New York City) ist eine US-amerikanische Künstlerin, die in Los Angeles lebt und arbeitet. Amy Adler arbeitet in den Medien Zeichnung, Malerei, Fotografie und Film.

## Leben
Amy Adler wurde in New York geboren und ist dort aufgewachsen. Sie besuchte die Fiorello H. LaGuardia High School, einer High School mit künstlerischem Schwerpunkt, an der Amsterdam Avenue in Manhattan. Sie graduierte 1989 am Cooper Union College und erhielt 1995 einen MFA in Visual Art an der University of California, Los Angeles (UCLA) sowie 2012 einen MFA in Cinematic Arts an der University of Southern California. Amy Adler ist Associate Professor of Visual Art an der University of California, San Diego.

## Werk
Amy Adler ist vor allem für ihre Fotografien bekannt, die sie von ihren eigenen Zeichnungen anfertigte. Im Sinne der Appropriation Art entwickelte sie in ihren Werken seit den 1990er Jahren eine Art künstlerischen Übersetzungsprozess: von der Fotografie über Zeichnung zurück zur Fotografie. Das Produkt, eine Fotografie der Zeichnung der Fotografie, ist schließlich das Original. Alle vorausgegangenen, als Skizzen genutzten Zwischenprodukte werden zerstört. Dies ist als ein Produktionsprozess zu verstehen, der die Begriffe von Authentizität und Original in Frage stellt und erweitert.
Seit dem Jahr 2006 kam sie von dieser prozesshaften Arbeitsweise ab und zeigt die Originalzeichnungen. Für ihre Pastellarbeiten nutzte die Künstlerin 2010 zum ersten Mal ihre eigenen Filmstills als Ausgangsmaterial für Originalzeichnungen.
In ihrem Werk setzte sich die Künstlerin immer schon intensiv mit dem Medium Film auseinander. Während des Studiums der Cinematic Arts entstand 2009 schließlich der sechsminütige Film Ready for Love, der das Leben der Pornodarstellerin Skye Blue reflektiert. 2012 entstand der 26-minütige märchenhafte Dokumentarfilm Mein Schloss.

## Ausstellungen
Amy Adler hatte Einzelausstellungen am Museum of Contemporary Art, Los Angeles, dem Museum of Contemporary Art San Diego, dem Aspen Art Museum und dem norwegischen Drammens Museum sowie Galerieausstellungen weltweit. Ihr Projekt "Amy Adler Photographs Leonardo DiCaprio" wurde 2002 am UCLA Hammer Museum in Los Angeles gezeigt. Im Frühjahr 2005 brachten Twin Palms Press die Monographie Amy Adler, Young Photographer heraus.

## Werke in öffentlichen Sammlungen
- Deste Foundation, Athen
- Museum of Contemporary Art, Los Angeles
- The Broad Art Foundation, Santa Monica
- LA County Museum of Art, Los Angeles